# Eupasiphae
Eupasiphae is een geslacht van kreeftachtigen uit de klasse van de Malacostraca (hogere kreeftachtigen).

## Soorten
- Eupasiphae gilesii (Wood-Mason, 1892)
- Eupasiphae latirostris (Wood-Mason & Alcock, 1891)
- Eupasiphae paucidentata Crosnier, 1988
- Eupasiphae serrata (Rathbun, 1902)